# A professzor és az őrült (film)
A professzor és az őrült (eredeti cím: The Professor and the Madman) 2019-ben bemutatott életrajzi filmdráma, amelyet Farhad Safinia rendezett (P. B. Shemran álnéven), Safinia és Todd Komarnicki forgatókönyvéből. A film Simon Winchester 1998-as The Surgeon of Crowthorne (az Egyesült Államokban The Professor and the Madman címmel jelent meg, magyarul: A professzor és az őrült, fordította: Sóvágó Katalin, Park Könyvkiadó, 2021) című könyve alapján készült. A főszerepben Mel Gibson, Sean Penn, Natalie Dormer, Eddie Marsan, Jennifer Ehle, Jeremy Irvine, David O'Hara, Ioan Gruffudd, Stephen Dillane és Steve Coogan látható.
A film 2019. május 10-én jelent meg az Egyesült Államokban, Magyarországon 2022. január 27-én mutatták be az ADS Service forgalmazásában. Magyarországon az ART mozihálózatban vetítik.

## Rövid történet
James Murray professzor a 19. század közepén megkezdi a munkáját az Oxford English Dictionary első kiadásához szükséges kifejezések összegyűjtésében, és több mint 10.000 bejegyzést kap a Broadmoor Büntető Elmegyógyintézet egyik betegétől, Dr. William Minortól.

## Szereposztás
| Szerep                                        | Színész          | Magyar hangja (1. szinkron, 2021) |
| --------------------------------------------- | ---------------- | --------------------------------- |
| James Murray tudós, filológus                 | Mel Gibson       | Sörös Sándor                      |
| Dr. William Chester Minor egykori katonaorvos | Sean Penn        | Jakab Csaba                       |
| Mr. Muncie, börtönőr Broadmoorban             | Eddie Marsan     | Scherer Péter                     |
| Eliza Merrett, George Merett özvegye          | Natalie Dormer   | Kiss Eszter                       |
| Ada Murray, Murray második felesége           | Jennifer Ehle    | Ráckevei Anna                     |
| Frederick James Furnivall filológus           | Steve Coogan     | Schnell Ádám                      |
| Dr. Richard Brayne, pszichiáter Broadmoorban  | Stephen Dillane  | Czvetkó Sándor                    |
| Henry Bradley                                 | Ioan Gruffudd    | ?                                 |
| Charles Hall                                  | Jeremy Irvine    | ?                                 |
| Philip Lyttelton Gell oxfordi könyvkiadó      | Laurence Fox     | Makranczi Zalán                   |
| Church                                        | David O’Hara     | ?                                 |
| Winston Churchill belügyminiszter             | Brendan Patricks | ?                                 |
| Clarke védőügyvéd                             | Aidan McArdle    | ?                                 |
| Alfred Minor                                  | Adam Fergus      | ?                                 |
| Benjamin Jowett oxfordi nyelvész, teológus    | Anthony Andrews  | ?                                 |
| Max Müller nyelvész professzor                | Lars Brygmann    | ?                                 |
| Clare Merett, Eliza lánya                     | Olivia McKevitt  | ?                                 |
| George Merett, Eliza férje                    | Shane Noone      | ?                                 |

## Megjelenés
Az Egyesült Államokon kívüli területeken 2019 márciusában és áprilisában mutatták be a mozik. 2019 januárjában a Vertical Entertainment megszerezte a film amerikai forgalmazási jogait. Az amerikai bemutató dátuma 2019. május 10., ugyanezen a napon korlátozott ideig bemutatták a mozikban is, és Video on Demand formátumban is elérhetővé vált.

### Médiakiadás
A film az Egyesült Államokban 2019. május 10-én jelent meg digitálisan letölthető formában, 2019. augusztus 13-án pedig DVD-n is megjelentette a Lionsgate Films a Vertical Entertainment forgalmazásában. A filmet a Redbox filmkölcsönző cég adta ki Blu-ray lemezen. Ugyanezen a napon vált széles körben elérhetővé DVD-n az Egyesült Államokban.